# باشگاه فوتبال شپشد دینامو
باشگاه فوتبال شپشد دینامو (به انگلیسی: Shepshed Dynamo Football Club) یک باشگاه فوتبال در شهر شپشد، کشور انگلستان است که در سال ۱۹۹۴ میلادی تأسیس شده‌است.